# ギブソン・J-45
J-45は、1942年にギブソンが発売を開始したアコースティック・ギターである。
「45」は発売時の価格が45ドルであったことにちなむ命名とされる。

## 概要
ライバルであるマーティンのD（ドレッドノート）モデルに対抗すべく、ギブソンが1934年から製造を開始したラウンドショルダー型大型アコースティック・ギターであるJ（Jumbo）シリーズの一つ。
J-45はギブソン製のアコースティック・ギターの中ではもっとも有名で広く使われたモデルであるとされる。
発売以来、1969年までのモデルは、ラウンドショルダーと呼ばれる、ボディのネックサイドが丸みを帯びた形を持つことで有名なモデルである。1955年のモデルからはピックガードが大きくなり、ブリッジは調整が可能なアジャスタブル・ブリッジとなった。その後はギブソン社製アコースティック・ギターである「ダヴ」「ハミングバード」と同様のスクエアショルダー型のギターとなり、1982年まで細かいスペックを変更しながら生産が続けられた。
同年に発売されたサザンジャンボ(Southern Jumbo)は、本モデルの上位機種である。違いは、大型のピックガード、ヘッドに刻まれたインレイ、ネックのバインディング、ポジションマークが平行四辺形となった所。1956年に発売されたカントリーウエスタン(Country Western)は、本作のナチュラル・フィニッシュ・カラーモデルであり、ピックガードがハミングバードと同様の形状となっている。
1947年に発売されたJ-50は、本モデルのナチュラル・フィニッシュ・カラーモデルである。
10年以上の空白期間を経て、1996年より、モンタナ州ボースマンに新設された工場で生産が再開され、現在も販売中である。1996年以降に生産されたJ-45は、すべてラウンドショルダー型である。多くの音楽家が愛用していることでも知られる。

## 愛用ミュージシャン
50音順
- AATA[1]
- 東里梨生
- 愛美（声優）
- 秋田ひろむ
- あいみょん
- 稲葉浩志 - B'z・ソロ問わずライブで愛用
- 井上陽水
- 植村花菜 - 1968年製を所有
- エリオット・スミス
- 大橋卓弥
- 奥田民生
- 川本真琴
- 北川悠仁
- 木村カエラ - 2015/12/25、自身のクリスマスライブで初披露。「リルラ リルハ」を歌唱。ピチオ キャンドルとのコラボグッズ「ギターはJ-45を使ってますキャンドル」を限定発売。
- 木村拓哉
- 桑田佳祐
- ken - larc en ciel活動休止中、リフレッシュのためメンバー全員でイギリスに行った際、現地の楽器屋の店員にせがまれて、J-45のトップがナチュラルフィニッシュとなったJ-50を購入。帰国後、レコーディング・スタジオで弾いてみたところ、後に彼らを代表する楽曲の1つ「虹」が出来たという逸話がある。
- 小池徹平
- 小渕健太郎
- 斉藤和義 - レコーディングと弾き語りで使う1968年製オリジナルのエボニー・フィニッシュ、93年製のサンバーストを塗り替えたブラック・カラー、そして2000年製のエボニー・ブラックを所有。2013年には、アジア人ミュージシャン初のシグネイチャー・モデルが発売された。
- 桜井和寿 - 1958年製を所有。
- シバノソウ
- 長久玲奈
- トータス松本
- Nakajin
- 長渕剛 - レコーディングのメイン・ギターとして、1949年製のJ-45を長年愛用。
- 西内まりや - ワイン・レッドを所有。
- 秦基博 - 1966年製でナローネックのチェリー・サンバーストを所有。
- 馬場俊英
- 福山雅治 - 1959年製のJ-50も所有。
- 藤原基央
- ブルース・スプリングスティーン
- 星野源
- ボブ・ディラン
- 松本孝弘- 「C'mon」のMVで使用。
- 松本哲也 - 1963年製のCSと現行モデルを所有。
- 見田村千晴
- miwa - 2000年製のナチュラル・フィニッシュで、バックとサイドがローズウッドのものを所有。
- 山口一郎
- 山崎まさよし - 1957、59、99年製を複数所有。
- 湯木慧
- 吉岡聖恵 - 1962年製を所有。
- 吉田拓郎 - 日本でJ-45といえば、まず吉田拓郎の名前が挙がる[2]（⇒明日に向って走れ）。
- ドノヴァン

## ギャラリー

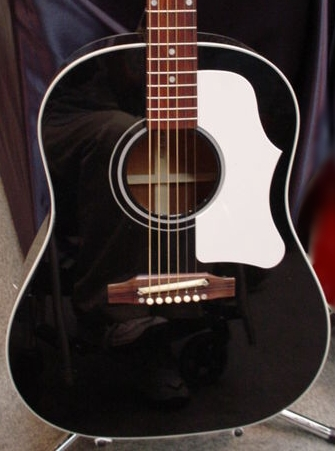
Gibson LTD 1963 J-45 EB
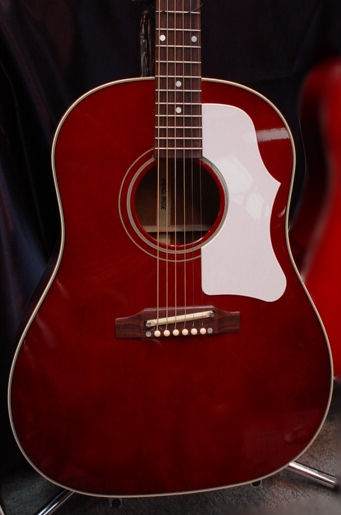
Gibson LTD 1963 J-45 WR